# Ben Pattison
Ben Pattison, född 15 december 2001, är en brittisk friidrottare som tävlar i medeldistanslöpning.

## Karriär
Vid världsmästerskapen i friidrott 2023 tog Pattison brons på 800 meter. Vid samväldesspelen 2022 tog han brons på samma distans.